# Baron (Żyronda)
Baron – miejscowość i gmina we Francji, w regionie Nowa Akwitania, w departamencie Żyronda.
Według danych na rok 1990 gminę zamieszkiwało 749 osób, a gęstość zaludnienia wynosiła 72 osób/km² (wśród 2290 gmin Akwitanii Baron plasuje się na 547. miejscu pod względem liczby ludności, natomiast pod względem powierzchni na miejscu 1035.).